# ستيفن إل. ميلر
ستيفن إل. ميلر (بالإنجليزية: Steven L. Miller)‏ هو شخصية أعمال أمريكي، ولد في 1945 في كانساس سيتي في الولايات المتحدة.

## وصلات خارجية
- ستيفن ميلر على موقع إن إن دي بي (الإنجليزية)
- ستيفن ميلر على موقع ديسكوغز (الإنجليزية)